# Бишоф, Карл Густав
Карл Густав Бишоф (нем. Karl Gustav Bischof; 1792—1870) — немецкий химик и геолог.

## Биография
Карл Густав Бишоф родился 18 января 1792 года в Верде, предместье Нюрнберга.
С 1810 года в университете Эрлангена усердно изучал химию и физику.
В 1819 году был назначен профессором химии и технологии в Боннском университете.
Карл Густав Бишоф скончался 30 ноября 1870 года в Бонне, оставив после себя ряд важнейших научных трудов. В частности, за сочинение «Des moyens de soustraire l’exploitation des mines de houille aux dangers d’explosion» (Брюссель, 840) Бишоф получил первую награду от Брюссельской академии, но главное его произведение — «Lehrbuch der chem. und physik. Geologie» (2 т., Бонн, 1847), оно дало геологии XIX века новое направление.
Один из минералов, открытых химиком Карлом Оксениусом, назван в его честь — «бишофит».